# Luciano Napolitano
Luciano Napolitano (Buenos Aires, 30 de septiembre de 1974) es un guitarrista de rock nacional argentino. Es el hijo del reconocido guitarrista y cantante de rock y blues Norberto Pappo Napolitano.

## Biografía
Nació en la Capital Federal, pero siempre vivió en la zona de Tigre. Estudió en un colegio industrial y se recibió de electricista. Hasta la edad de catorce años desconocía la identidad de su padre biológico. Luego de que Pappo lo reconociera como su hijo, comenzarían a compartir las mismas pasiones: Los autos, las motocicletas y las guitarras.
Aprendió a tocar la guitarra de forma autodidáctica, al escuchar discos de grupos como Riff o AC/DC. Sin embargo, se decidió por armar una banda de rock pesado después de ver un video de Ozzy Osbourne.
Acompaña a su padre en varias de sus bandas tocando la guitarra, el bajo o simplemente cantando, hasta que en el año 1996 lanza su propia agrupación con el nombre «Los Bornes» (una castellanización paródica de "Los Osbourne"), y forma un cuarteto integrado por él mismo en guitarra, Diego Tomás en voz, Rubén Trombini en bajo y Luis Sánchez (ex- Lethal) en batería. A la hora de grabar su primer disco en 1999, la banda quedó integrada por: Napolitano en guitarra y voz, Guillermo Rouco en bajo, y Miguel Bardiuk en batería, y el nombre de la banda fue simplificado a Lovorne. Después de varios cambios de formación, la banda en la actualidad está conformada como un trío por Luciano Napolitano (en guitarra y voz), Marcelo Bracalente (en bajo) y Adrián Espósito (en batería).
El 25 de febrero de 2005, fue testigo del accidente que le provocó la muerte de su padre, cuando este último colisionó por error su motocicleta con la de su hijo en una ruta, cayendo en la misma y siendo atropellado por una persona que conducía un auto por la vía contraria. Desde entonces y durante varios años Napolitano se encargó de desmentir con frecuencia cualquier rumor sobre lo acontecido aquella noche en que falleció Pappo.

## Detención, condena y posterior liberación
El 27 de mayo de 2021 fue acusado y detenido por haber presuntamente golpeado, ahorcado y encerrado a su pareja durante 24 horas en el quincho de su casa. Napolitano alegó en su declaración judicial que su novia se le tiró encima y lo sujetó de los pelos, aunque las pericias físicas habrían constatado lesiones en el cuerpo de la misma. Se lo condenó por violencia de género (que incluía lesiones leves a su expareja, privación ilegal de la libertad, tenencia ilegítima de arma de guerra y amenazas) y se le aplicó una condena de 3 años y 8 meses de prisión. Más adelante se aprobó el beneficio del arresto domiciliario, en septiembre de 2023. Luego de un largo proceso de apelación, a fines de diciembre de 2023 Napolitano fue absuelto en la causa y ordenaron su libertad.

## Discografía
- Rock Pesado (2002)
- Más rock and roll (2003)
- Sexo, fierros y rock and roll (2007)
- Efecto rock (2010)
- Toma 1 (2014)
- Lovornetorium (2016)
- Rock argentino en estado sinfónico (2016)